# Bhogapura, Chamarajanagar
Bhogapura là một làng thuộc tehsil Chamarajanagar, huyện Chamarajanagar, bang Karnataka, Ấn Độ.